# هاوارد ویلکینسون
 هاوارد ویلکینسون  (به انگلیسی: Howard Wilkinson) (زاده ۱۳ نوامبر ۱۹۴۳ - شفیلد) بازیکن سابق و مربی فوتبال اهل انگلستان است. وی سابقه عضویت در باشگاه شفیلد یونایتد و مربی‌گری در تیم ملی فوتبال انگلستان را دارد.